# حطين (الكويت)
حطين، منطقة من مناطق محافظة حولي في الكويت. وهي جزء من منطقة جنوب السرة. وسميت بهذا الاسم نسبة إلى معركة حطين.